# Agutaya
Agutaya ist eine philippinische Stadtgemeinde in der Provinz Palawan. Die Stadtgemeinde Agutaya wurde 1916 durch Erlass des Act of Congress vom 29. August 1916 gegründet, das Gebiet gehörte vorher zu Cuyo.

## Geografie
Die Stadtgemeinde liegt in der Sulusee im Nordosten der Provinz Palawan. Die Inseln der Gemeinde gehören zum Cuyo-Archipel. Zum Verwaltungsgebiet gehören die Inseln Agutaya, Carnasa, Oco, Pamalican und Macaranao sowie mehreren weiteren kleineren Inseln und hat keine Landgrenzen zu anderen Stadtgemeinden.

## Baranggays
Agutaya ist politisch in zehn Baranggays unterteilt:
- Algeciras
- Concepcion
- Diit
- Maracanao
- Matarawis
- Abagat (Pob.)
- Bangcal (Pob.)
- Cambian (Pob.)
- Villafria
- Villasol